# Ревков, Иван Иванович
Иван Иванович Ревков (1922—1992) — участник Великой Отечественной войны, командир взвода танков Т-34 22-го гвардейского отдельного танкового полка 51-й армии 4-го Украинского фронта, гвардии лейтенант, Герой Советского Союза (1945).

## Биография
Родился в 1922 году деревне Гавриловка (ныне Сосковского района Орловской области). Русский.
В РККА с 1939 года.
В годы Великой Отечественной войны с июля 1941 года воевал на Западном, Южном и 4-м Украинском фронтах.
Отличился при штурме Севастополя. Утром 7 мая 1944 года при штурме Сапун-горы экипаж танка в составе командира взвода гвардии лейтенанта И. И. Ревкова, заряжающего гвардии старшего сержанта Ханова, радиста Минина и механика-водителя гвардии старшего сержанта Н. С. Водолазкина пошёл в атаку. После того как два танка взвода были подбиты, машина командира И. И. Ревкова сражалась в одиночку. Совершив обходной манёвр, танк на максимальных скоростях сумел преодолеть крутой подъём и вывел танк в тыл позиций противника в районе горы Зелёная. Заняв удобную позицию, экипаж почти сутки вёл бой, отражая атаки немецких автоматчиков и танков. Радист Минин и заряжающий Ханов заняли позиции в окопе и вели прицельный огонь из автоматов, не подпуская пехоту. Механик-водитель Н. С. Водолзакин, умело маневрируя, помогал командиру танка И. И. Ревкову вести прицельный огонь из пушки. Механик-водитель был ранен, но не ушел из боя. К концу дня перед позициями четырёх танкистов остались подбитыми 3 танка, 4 пушки, 6 огневых точек, 6 станковых пулемётов и 145 убитых солдат и офицеров противника.
С 9 мая 1944 года в течение трёхдневных беспрерывных боев за Севастополь экипаж танка уничтожил 4 немецких танка, 6 пушек, шестиствольный миномёт, 12 огневых точек, 18 станковых пулемётов, разбил 3 дота и 5 дзотов, 4 автомашины и 15 повозок с грузом, уничтожил 180 солдат и офицеров противника. В частности, механик-водитель гвардии старший сержант Н. С. Водолазкин гусеницами танка лично уничтожил 3 пушки, 5 огневых точек, 9 пулемётов и 114 солдат и офицеров. Через несколько дней, 12 мая, преследуя отступавшего противника в районе бухты Камышовая, танк И. И. Ревкова ворвался в боевые порядки противника и подмял почти сотню немецких солдат и офицеров.
Указом Президиума Верховного Совета СССР от 24 марта 1945 года гвардии лейтенанту Ревкову Ивану Ивановичу присвоено звание Героя Советского Союза с вручением ордена Ленина и медали «Золотая Звезда».
Также звание Героя Советского Союза было присвоено механику-водителю танка гвардии старшему сержанту Н. С. Водолазкину, заряжающий старший сержант Ханов был награждён орденом Ленина, а радист Минин — орденом Красного Знамени.
После войны полковник И. И. Ревков преподавал в Львовском высшем военно-политическом училище, будучи заместителем начальника кафедры танко-технической подготовки.
Умер 7 апреля 1992 года. Похоронен во Львове, на Яновском кладбище.

## Память
Почётный житель города Севастополя.
В селе Сосково Орловской области установлен памятный знак Герою. В посёлке городского типа Нарышкино Орловской области именем И. И. Ревкова названа улица.
На здании учебного корпуса Банковской школы в Орле, которую окончил Ревков, установлена памятная доска.

## Оценки и мнения
Михаил Захарчук, полковник в отставке, выпускник Львовского высшего военно-политического училища:

Из училищных времён запомнился коренастый, с седоватой копной густых волос, всегда спокойный и уравновешенный подполковник Иван Иванович Ревков. Герой Советского Союза, почётный житель Севастополя, он не любил распространяться о своих подвигах даже по принуждению начальников. Но на танковом деле был чуток чокнутым, в хорошем смысле слова.
И мы, шалопаи, этим обычно пользовались. Не зная существа вопроса, интересовались у Ивана Ивановича: а почему это такой тяжёлый танк запросто проходит по болоту, в то время как лёгкий конь в нём тонет?
Влюблённый в бронемашины, «очеловечивающий» их Ревков с удовольствием и обстоятельно отвечал. А получилось так, что и нас своей любовью заряжал. Группы, которыми руководил Герой Советского Союза, всегда сдавали зачёты и экзамены по танковому делу с первого захода.

## Награды и звания
- Звание Герой Советского Союза (указ Президиума Верховного Совета СССР от 24 марта 1945 года):
  - орден Ленина,
  - медаль «Золотая Звезда» № 5974;
- орден Красного Знамени (приказ Военного совета 2-го Прибалтийского фронта № 4/н от 29 января 1945 года);
- орден Отечественной войны I степени (указ Президиума Верховного Совета СССР от 11 марта 1985 года);
- орден Отечественной войны II степени (приказ Военного совета 10-й гвардейской армии № 36/н от 25 ноября 1944 года);
- орден Красной Звезды (приказ командира 78-й отдельной танковой бригады № 24/н от 31 октября 1944 года);
- орден Красной Звезды;
- медаль «За победу над Германией в Великой Отечественной войне 1941—1945 гг.» (указ Президиума Верховного Совета СССР от 9 мая 1945 года);
- другие медали СССР.